# تاكاو كوباياشي
تاكاو كوباياشي (باليابانية: 小林隆男؛ بالكانا: こばやし たかお) هو عالم فلك ياباني، ولد في 1961 في أشيكاغا في اليابان.